# Franz Stein (Politiker, 1900)
Franz Stein (* 24. April 1900 in Mainz; † 14. September 1967 in Südtirol) war ein deutscher Volkswirt und Kommunalpolitiker (SPD). Vom 11. März 1949 bis zum 21. Januar 1965 amtierte er als Oberbürgermeister der Stadt Mainz.

## Tätigkeit vor dem Bürgermeisteramt
Stein wurde als Sohn des Kaufmanns Wilhelm Stein geboren und ging auf die Leibnizschule in der Mainzer Neustadt. 1914 begann er eine Lehre bei der Hof-Bierbrauerei Schöfferhof AG in seiner Heimatstadt. Ab 1917 arbeitete er in der Finanzadministration der Schöfferhof-Binding-Bürgerbräu auf dem Mainzer Kästrich und stieg bis zum Brauereidirektor auf. Stein trat 1925 in die Sozialdemokratische Partei Deutschlands ein. Um die Wohnungsnot in Mainz zu lindern, gründete er mit Fritz Ohlhof die Gemeinnützige Bau- und Siedlungsgesellschaft, die 1928–1930 die Friedrich-Ebert-Siedlung errichtete.
Stein war in der Sozialdemokratie und in der Gewerkschaft aktiv und baute 1945 im Auftrag von OB Rudolph Walther das Mainzer Arbeitsamt auf und leitete es kurze Zeit. Ab Anfang 1946 war er im hessischen Arbeitsministerium in Wiesbaden tätig. Der Wahlsieg der SPD bei der Kommunalwahl von 1948 brachte ihm das Amt des Mainzer Oberbürgermeisters.

## Aufbruch in Mainz
Stein arbeitete mit seinen Mitarbeitern gezielt an einem Aufbruch, um der Lethargie im kriegszerstörten Mainz ein Ende zu setzen. So wurde 1949 das Kurfürstliche Schloss wieder aufgebaut und 1950 die nach Bundespräsident Theodor Heuss benannte Straßenbrücke über den Rhein wiedererrichtet. 1951 nahm das Mainzer Stadttheater seinen Betrieb im wiederaufgebauten Moller-Bau auf. Weiterhin förderte Stein den Wohnungs- und Krankenhausbau.
Ein erster großer wirtschaftlicher Erfolg war die Ansiedlung des Jenaer Glaswerkes auf einem Teil des Geländes des ehemaligen Schlachthofs in Mainz, dessen Firmenchef Erich Schott mit einem Teil der Belegschaft aus Jena emigrierte. Weitere Industrieansiedlungen kamen hinzu.
1952 machte Stein auf die Teilung von Mainz aufmerksam. In der Zeitschrift Die neue Stadt. Zeitschrift für Architektur und Städtebau führte er dies unter dem Titel Mainz, die amputierte Stadt im Westen, ruft nach Hilfe. aus. Am 6. Januar 1956 eröffnete er das neue „Städtische Altersheim“ an der Stelle des früheren Jesuitennoviziats  „Invalidenhaus“.
Stein begründete 1958 gemeinsam mit dem Bürgermeister von Dijon, Felix-Adrien Kir („Kanonikus Kir“), die Städtepartnerschaft zwischen Mainz und Dijon; diese zählt zu den ältesten deutsch-französischen Städtepartnerschaften. Zu Beginn der 1960er Jahre engagierte er sich für die Ansiedlung des ZDF in dem seinerzeit neu geschaffenen Mainzer Stadtteil Lerchenberg.
Die 2000-Jahr-Feier (basierend auf einem historisch nicht mehr haltbaren Gründungsdatum) läutete einen rasanten kulturellen und wirtschaftlichen Aufschwung der Stadt Mainz ein, der unter Jockel Fuchs 1975 mit dem (ebenfalls auf einer zweifelhaften Überlieferung basierenden) 1000-jährigen Domjubiläum eine Art krönenden Abschluss fand.
Viele kriegsbedingte Baulöcher, Trümmerfelder und Ruinen wurden endlich beseitigt – zeittypisch wurde damals allerdings auch die „autogerechte Stadt“ angestrebt und eine Reihe von Hochhaussiedlungen rund um Mainz angelegt. Grundlage hierfür war der 1960 verabschiedete Generalbebauungsplan, der von Ernst May, seit 1958 Planungsbeauftragter der Stadt, entwickelt worden war.
Franz Stein wurde am 8. April 1965 auf Initiative der Mainzer Sozialdemokraten durch den SPD-Landtagsfraktionsvorsitzenden Jockel Fuchs abgelöst. Stein wurde dann Mitglied des Deutschen Bundestages.
Franz Stein starb während eines Urlaubs in Südtirol. Sein Grab befindet sich auf dem Hauptfriedhof Mainz.

## Engagement für Esperanto
Stein erlernte die internationale Sprache Esperanto in Wiesbaden bei Kurt Schönrich. Als Ehrenpräsident des 28. Deutschen Esperanto-Kongresses zu Pfingsten 1950 in Mainz empfing er den Vorstand des Deutschen Esperanto-Bundes (DEB) und ausländische Gäste im Rathaus. Er hielt in der Aula der Johannes-Gutenberg-Universität die Festrede in Esperanto. Während des 35. Deutschen Esperanto-Kongresses im Juni 1957 tagte die Bundesversammlung des DEB im Mainzer Kurfürstlichen Schloss. Oberbürgermeister Franz Stein nahm daran teil, sprach über den Aufbau im zu großen Teilen kriegszerstörten Mainz und sagte seine Unterstützung für einen Esperanto-Welt-Kongress in seiner Stadt zu. Im September 1957 war Stein Schirmherr des ersten Internationalen Seminars der Deutschen Esperanto-Jugend über kulturelle, politische und wirtschaftliche Fragen der Einigung Europas in der neuen Mainzer Jugendherberge und referierte dort über Die Zusammenarbeit der europäischen Gemeinden.
Stein übernahm den Vorsitz im Örtlichen Kongresskomitee für den 43. Esperanto-Weltkongress vom 2. bis 9. August 1958 in Mainz. Er begrüße die mehr als 2000 Gäste aus 40 Ländern in Esperanto. Überall in der Stadt hingen Plakate mit einer persönlichen Botschaft des Oberbürgermeisters in Deutsch und Esperanto. Darin hieß es: „Einen neuen Impuls für Verständigung und Frieden aussendend, erfüllt der 43. Esperanto-Weltkongress eine hohe Mission.“ Am Vorabend des Kongresses lud er in das von ihm initiierte moderne Altenheim ein. Der Hof war mit 1000 Lichtern in Form eines Sternes illuminiert. Vom Balkon des Kurfürstlichen Schlosses, neben dem Präsidenten des Esperanto-Weltbundes (UEA) Giorgio Canuto und der Direktorin von UEA Marianne Vermaas stehend, sprach er zu den Kongressteilnehmern im Hof, die gemäß einer Mainzer Tradition zu Weck, Worscht un' Woi (Brot, Wurst und Wein) eingeladen waren. Der Generalsekretär der UEA Ivo Lapenna würdigte Steins Engagement mit den Worten: „Unter dem Gesichtspunkt des Kongresses selbst hat die Tatsache eine große Bedeutung, dass Bürgermeister Franz Stein nicht nur die Internationale Sprache spricht, nicht nur direkt und original in dieser Sprache seine Grußworte an den Kongress richtete, sondern auch Vorsitzender des Kongresskommitees ist und wirklich seine Arbeit leitete. In der Geschichte unserer Kongresse geschah das zum ersten Mal.“
1958 initiierte Stein auch einen Ausschuss europäischer Bürgermeister und Magistrate für eine Untersuchung über Esperanto und übernahm den Vorsitz. Dem Ausschuss gehörten 37 Kommunen in 11 Ländern an, darunter auch Dijon. Der Ausschuss sandte Fragebögen an 2874 Gemeinden in 16 Ländern und erhielt 669 Antworten. Stein veröffentlichte das Resultat: 586 Gemeinden hatten sich dafür ausgesprochen, dass der Ausschuss beim Europarat oder anderen europäischen Einrichtungen die notwendigen Schritte unternimmt, dass ein maßgebendes Gremium objektiv die Vorteile erforscht, welche die internationale Sprache Esperanto für die Lösung des Sprachenproblems in Europa bietet.

## Privates
Bei einer Veranstaltung der Mainzer Kleppergarde im Jahre 1965 sagte er, dass die Mainzer Kinder ja gar nicht mehr richtig kleppern könnten. Dies griff der damalige Bürgermeister Karl Delorme als Anregung auf und rief den ersten Mainzer Klepperwettbewerb ins Leben.
Auf seinem täglichen Weg von seiner Wohnung in der Oberstadt zum Mainzer Rathaus passierte er den Stadtpark und hatte so immer die bedeutendste Mainzer Grünanlage in Augenschein.
Franz Stein war bis zur Amtseinführung von Michael Ebling im April 2012 der letzte Mainzer Oberbürgermeister, der auch in Mainz geboren wurde.
Als Franz Stein anlässlich der Einweihung der Universitätsbibliothek Mainz zum ersten Mal in seinem Leben ein derartiges Gebäude von innen sah, soll er verwundert ausgerufen haben: „Was Bücher, was Bücher!“

## Ehrungen
Großes Bundesverdienstkreuz
Ehrensenator der Johannes-Gutenberg-Universität
Goldenes Kongressabzeichen des 43. Esperanto-Weltkongresses 1958
Ehrenabzeichen des Deutschen Esperanto-Bundes 1962
Franz-Stein-Haus – Seniorenwohnanlage in der Rektor-Forestier-Straße 4, 55122 Mainz
Franz-Stein-Hütte im Lennebergwald, Mainz.